# Нежинское (Калининградская область)
Нежинское (до 1950 года Ной-Каттенау (нем. Neu Kattenau)) — посёлок в Нестеровском муниципальном округе Калининградской области.

## География
Находится в юго-восточной части Калининградской области, в зоне хвойно-широколиственных лесов, к северу от автодороги А229, на расстоянии примерно 8 километров (по прямой) к северо-западу от города Нестерова, административного центра района. Абсолютная высота — 65 метров над уровнем моря.

### Часовой пояс
Посёлок Нежинское как и вся Калининградская область, находится в часовой зоне МСК−1. Смещение применяемого времени относительно UTC составляет +2:00.

## История
До 1950 года носил название Ной-Каттенау (нем. Neu Kattenau). В период с 2008 по 2018 годы Нежинское входило в состав Илюшинского сельского поселения Нестеровского района, с 2018 по 2022 годы — в состав Нестеровского городского округа.

## Население
| 2002 | 2010 |
| ---- | ---- |
| 22   | ↘1   |

### Национальный состав
Согласно результатам переписи 2002 года, в национальной структуре населения русские составляли 59 %, литовцы — 36 %.